# Мельники (Волчинский сельсовет)
Мельники (бел. Мельнікі) — деревня в Каменецком районе Брестской области Беларуси. Входит в состав Волчинского сельсовета. Население — 1 человек (2019).

## География
Мельники находятся в 4 км к югу от центра сельсовета, деревни Волчин и в 14 км к юго-западу от города Высокое. Деревня стоит на правом берегу реки Пульва в 4 км выше её впадения в Западный Буг, по которому здесь проходит граница с Польшей, деревня включена в приграничную зону с особым порядком посещения. Местная дорога ведёт в соседнюю деревню Орля.

## История
Известна с XIX века. В 1857 году относилась к поместью Ставы, которым владела графиня Красинская. Согласно переписи 1897 года в деревне был 14 дворов, 101 житель, в 1905 году — 85 жителей.
Согласно Рижскому мирному договору (1921) деревня вошла в состав межвоенной Польши, где принадлежала Брестскому повету Полесского воеводства. С 1939 года в составе БССР.

## Достопримечательности
- Деревянная водяная мельница на реке Пульва. Построена на рубеже XIX и XX веков, сейчас находится в запущенном состоянии[3].